# Henri Meilhac
Henri Majak, conegut com a Henri Meilhac, (París, 21 de febrer de 1831 - París, 6 de juliol de 1897) va ser un autor dramàtic i llibretista d'operetes i d'òpera francès.
Va estudiar al Collège Louis-le-Grand i després es va posar a treballar en una llibreria. Va treballar tot seguit com a dissenyador per al "Journal pour rire", de 1852 a 1855 signant amb el pseudònim de Thalin, així mateix va col·laborar amb diversos articles en revistes, destacant ja per la seua fantasia i l'esperit més revolucionari. Va ser un vividor i gran amant de les dones que, això no obstant, es va quedar solter.
Amb Ludovic Halévy, a qui va conèixer l'any 1860, comença una col·laboració que duraria més de vint anys, i durant la qual van escriure els més cèlebres llibrets per a les operetes de Jacques Offenbach: La Belle Hélène (1864); La vie parisienne (1866); La Grande-Duchesse de Gérolstein (1867); i La Périchole (1868). Així mateix van escriure el llibret de Carmen de Georges Bizet (1875). Va ser l'autor dels llibrets de Charles Lecocq i de Florimond Ronger, anomenat Hervé.
Tots dos plegats van escriure vodevils i comèdies: "Les Brebis de Panurge" (1863); "Fanny Lear" (1868); "Froufrou" (1869); "Tricoche et Cacolet" (1872); "Le prince" (1876); "La Cigale" (1877); "Le Mari de la débutante" (1879).
En aquest duo d'escriptors Henri Meilhac aportava la seua irresistible fantasia, que ratllava, a vegades, en l'extravagància. Guanyava molts diners que gastava amb generositat, cercant la inspiració en els grans restaurants, els cigars i el champagne.
La col·laboració d'ambdós va acabar en 1881. Meilhac, això no obstant, va participar en la confecció d'altres llibrets, com Mam'zelle Nitouche (1883), amb Albert Millaud (1844) i Manon de Jules Massenet amb Philippe Gille. També va ajudar a Georges Feydeau en els seus començaments.
Va ser nomenat membre de l'Acadèmia francesa el 26 d'abril de 1888, va ocupar la butaca núm. 15, succeint Eugène Labiche.

## Obres
- 1856
  - La Sarabande du cardinal, comèdia en 1 acte amb cançons, estrenada al Théâtre du Palais-Royal el 29 de maig de 1856
  - Satania, comèdia en 2 actes amb cançons, estrenada al Théâtre du Palais-Royal el 10 d'octubre de 1856
  - Garde-toi, je me garde, vodevil en 2 actes, estrenat al Théâtre du Palais-Royal
- 1857
  - Le copiste, comèdia en 1 acte i en prosa, estrenada al Théâtre Du Gymnase el 3 d'agost de 1857
- 1858
  - Péché caché, ou A quelque chose malheur est bon, comèdia en 1 acte, estrenada al Théâtre du Palais-Royal l'11 de gener de 1858
  - L'autographe, comèdia en 1 acte, estrenada al Théâtre du Gymnase el 27 de novembre de 1858
- 1859
  - Un petit-fils de Mascarille, comèdia en 5 actes i en prosa, estrenada al Théâtre du Gymnase el 8 d'octubre de 1859
  - Le retour de l'Italie, estrenada al Théâtre du Gymnase el 14 agost de 1859
- 1860
  - Ce qui plaît aux hommes, comèdia en 1 acte, amb fragments en prosa, vers i cançons (amb Ludovic Halévy), estrenada al Théâtre des Variétés el 6 d'octubre de 1860
  - Une heure avant l'ouverture, pròleg en 1 acte, amb cançons, estrenada al Théâtre du Vodevil el 31 de desembre de 1860
  - L'étincelle, comèdia en un acte en prosa, estrenada al Théâtre du Vodevil el 31 de desembre de 1860
- 1861
  - Le menuet de Danaë, comèdia-vodevil en 1 acte (amb Ludovic Halévy, estrenada al Théâtre des Variétés el 20 d'abril de 1861
  - La vertu de Célimène, comèdia en 5 actes, estrenada al Théâtre du Gymnase l'1 de maig de 1861
  - L'attaché d'ambassade, comèdia en 3 actes, esrenada al Théâtre du Vodevil a l'octubre de 1861 (el llibret va servir de base per a l'opereta La Veuve joyeuse, llibret de Leo Stein i Victor Léon, música de Franz Lehár)
  - Le cafè du roi, òpera còmica en 1 acte, música de Louis Deffès
- 1862
  - L'échéance, comèdia en 1 acte (amb Arthur Delavigne), estrenada al Théâtre du Gymnase el 15 de març de 1862
  - Les moulins à vent, comèdia en 3 actes amb cançons (amb Ludovic Halévy), estrenada al Théâtre des Variétés el 22 de febrer de 1862
  - Les brebis de Panurge, comèdia en 1 acte en prosa (amb Ludovic Halévy), estrenada al Théâtre du Vodevil el 24 de novembre de 1862
  - La clé d Métella, comèdia en 1 acte en prosa (amb Ludovic Halévy), estrenada en el Théâtre du Vodevil el 24 de novembre de 1862
- 1863
  - Les Bourguignonnes, òpera còmica en 1 acte, música de Louis Deffès, estrenada a l'Opéra-Comique el 16 de juliol de 1861
  - Le Brésilien, música de Jacques Offenbach, estrenada el 9 de maig de 1863 al Théâtre du Palais-Royal
  - Le train de minuit, comèdia en 2 actes (amb Ludovic Halévy), estrenada al Théâtre du Gymnase el 15 de juny de 1863
- 1864
  - La Belle Hélène, òpera buffa en 3 actes (amb Ludovic Halévy), música de Jacques Offenbach, estrenada el 17 de desembre de 1864 al Théâtre des Variétés
  - Néméa, ou l'Amour vengé, ballet pantomima en 2 actes (amb Ludovic Halévy i Arthur Saint-Léon), música de Léon Minkus, estrenat a l'Òpera de París l'11 de juliol de 1864
  - Les curieuses, comèdia en 1 acte (amb Arthur Delavigne), estrenada al Théâtre du Gymnase el 17 d'octubre de 1864
  - Le photographe, comèdia en 1 acte (amb Ludovic Halévy), estrenada al Théâtre du Palais-Royal el 24 de desembre de 1864
- 1865
  - Fabienne, comèdia en 3 actes, estrenada al Théâtre du Gymnase l'1 de setembre de 1865
  - Le singe de Nicolet, comèdia en 1 acte amb cançons (amb Ludovic Halévy), estrenada al Théâtre des Variétés el 29 de gener de 1865
  - Les méprises de Lambinet, comèdia en 1 acte amb cançons (amb Ludovic Halévy), estrenada al Théâtre des Variétés el 3 de desembre de 1865
- 1866
  - Barbe Bleue, òpera buffa en 3 actes i 4 quadres (amb Ludovic Halévy), música de Jacques Offenbach, estrenada al Théâtre des Variétés el 5 de febrer de 1866
  - José María, òpera còmica en 3 actes (amb Eugène Cormon), música de Jules Cohen, estrenada a l'Opéra-Comique el 16 de juliol de 1866
  - La vie parisienne, òpera bufa en 5 actes (amb Ludovic Halévy]), música de Jacques Offenbach, estrenada el 31 d'octubre de 1866 al Théâtre du Palais-Royal
- 1867
  - La Grande-Duchesse de Gérolstein, òpera buffa en 3 actes i 4 quadres (amb Ludovic Halévy), música de Jacques Offenbach, estrenada al Théâtre des Variétés el 12 d'abril de 1867
  - Tout pour les dames !, comèdia vodevil en 1 acte (amb Ludovic Halévy), estrenada al Théâtre des Variétés el 8 de setembre de 1867
- 1868
  - l'élixir du docteur Cornelius, (amb Arthur Delavigne), música d'Émile Durand, estrenada al Fantaisies-parisiennes el 3 de febrer de 1868
  - La pénitente, òpera còmica en 1 acte (amb William Busnach), música de Mme de Grandval, estrenada a l'Opéra-Comique el 13 de març de 1868
  - Le château à Toto, òpera bufa en 3 actes (amb Ludovic Halévy), música de Jacques Offenbach, estrenada al Théâtre du Palais-Royal el 6 de maig de 1868
  - Garde-toi, je me garde, comèdia en 1 acte amb cançons, reposada al Théâtre des Variétés el 28 de juny de 1868 (estrenada al Théâtre Du Palais-Royal l'any 1856)
  - Fanny Lear, comèdia en 5 actes (amb Ludovic Halévy), estrenada al Théâtre du Gymnase el 13 d'agost de 1868
  - La Périchole, òpera buffa en 2 actes (amb Ludovic Halévy), música de Jacques Offenbach, estrenada al Théâtre des Variétés el 6 d'octubre de 1868
  - Suzanne et les deux vieillards, comèdia en 1 acte, estrenada al Théâtre du Gymnase el 10 d'octubre de 1868
  - Le bouquet, comèdia en 1 acte (amb Ludovic Halévy), estrenada al Théâtre du Palais-Royal el 23 d'octubre de 1868
- 1869
  - Vert-Vert, òpera còmica en 3 actes (amb Charles Nuitter), música de Jacques Offenbach, estrenada a l'Opéra-Comique el 10 de març de 1869
  - La diva, òpera bufa en 3 actes (amb Ludovic Halévy), música de Jacques Offenbach, estrenada al Bouffes-parisiens el 22 de març de 1869
  - Froufrou, comèdia (amb Ludovic Halévy)
  - L'homme à la clé, comèdia en 1 acte (amb Ludovic Halévy), estrenada al Théâtre des Variétés l'11 d'agost de 1869
  - Les brigands, òpera bufa en 3 actes (amb Ludovic Halévy), música de Jacques Offenbach, estrenada al Théâtre des Variétés el 10 de desembre de 1869
- 1871
  - Tricoche et Cacolet, vodevil en 5 actes (amb Ludovic Halévy), estrenat al Théâtre du Palais-Royal el 6 de desembre de 1871
- 1872
  - Madame attend Monsieur, comèdia en 1 acte (amb Ludovic Halévy), estrenada al Théâtre des Variétés el 8 de febrer de 1872
  - Le réveillon, comèdia en 3 actes (amb Ludovic Halévy), estrenada al Théâtre du Palais-Royal el 10 de setembre de 1872
  - Les sonnettes, comèdia en 1 acte en prosa (amb Ludovic Halévy), estrenada al Théâtre des Variétés el 15 de novembre de 1872
- 1873
  - Le roi Candaule, comèdia en 1 acte en prosa (amb Ludovic Halévy), estrenada al Théâtre du Palais-Royal el 9 d'abril de 1873
  - L'été de la Saint-Martin, comèdia en 1 acte en prosa (amb Ludovic Halévy), estrenada a la Comédie Française l'1 de juliol de 1873
  - Toto chez Tata, comèdia en 1 acte (amb Ludovic Halévy), estrenada al Théâtre des Variétés el 25 d'agost de 1873
- 1874
  - La petite marquise, comèdia en 3 actes (amb Ludovic Halévy), estrenada al Théâtre des Variétés el 13 de febrer de 1874
  - La mi-carême, vodevil en 1 acte (amb Ludovic Halévy); L'ingénue, comèdia en 1 acte (amb Ludovic Halévy), estrenada al Théâtre des Variétés el 24 de setembre de 1874
  - La veuve, comèdia en 3 actes (amb Ludovic Halévy), estrenada al Théâtre du Gymnase el 5 de novembre de 1874
  - La Boule, comèdia en 4 actes (amb Ludovic Halévy), estrenada al Théâtre du Palais-Royal el 24 de novembre de 1874
- 1875
  - Carmen, drama líric en quatre actes (amb Ludovic Halévy), música de Georges Bizet, estrenat a l'Opéra-Comique el 3 de març de 1875
  - Le Passage de Vénus, lliçó d'astronomia en 1 acte (amb Ludovic Halévy), estrenada al Théâtre des Variétés el 4 de maig de 1875
  - La boulangère a des écus, òpera bufa en 3 actes (amb Ludovic Halévy), música de Jacques Offenbach, estrenada al Théâtre des Variétés el 5 d'agost de 1875
- 1876
  - Loulou, vodevil en 1 acte (amb Ludovic Halévy), estrenat al Théâtre du Palais-Royal el 31 de març de 1876
  - Le prince, comèdia en 4 actes (amb Ludovic Halévy), estrenada al Théâtre du Palais-Royal el 25 de novembre de 1876
  - Paturel, comèdia en 1 acte
- 1877
  - La cigale, comèdia en 3 actes (amb Ludovic Halévy), estrenada al Théâtre des Variétés el 6 d'octubre de 1877
  - Le fandango, ballet pantomima en 1 acte (amb Ludovic Halévy i Louis Mérante), estrenada en l'Òpera Garnier el 26 de novembre de 1877
- 1878
  - Le petit Duc, òpera còmica en 3 actes (amb Ludovic Halévy), música de Charles Lecocq, estrenada al Théâtre de la Renaissance el 25 de gener de 1878
  - La cigarette, comèdia en 1 acte (amb Charles Narrey), estrenada al Gymnase-dramatique el 20 d'abril de 1878
- 1879
  - Le mari de la débutante, comèdia en 4 actes (amb Ludovic Halévy), estrenada al Théâtre du Palais-Royal el 5 de febrer de 1879
  - Le petit hôtel, comèdia en 1 acte en prosa (amb Ludovic Halévy), estrenada a la Comédie Française el 21 de febrer de 1879
  - La petite mademoiselle, òpera còmica en 3 actes (amb Ludovic Halévy), música de Charles Lecocq, estrenada al Théâtre de la Renaissance el 12 d'abril de 1879
  - Lolotte, comèdia en 1 acte (amb Ludovic Halévy), estrenada al Théâtre du Vodevil el 4 d'octubre de 1879
- 1880
  - La petite mère, comèdia en 3 actes (amb Ludovic Halévy), estrenada al Théâtre des Variétés el 6 de març de 1880
  - Nina la tueuse, comèdia en 1 acte en vers (amb Jacques Redelsperg), estrenada al Théâtre du Gymnase el 2 d'octubre de 1880
- 1881
  - Janot, òpera còmica en 3 actes (amb Ludovic Halévy), música de Charles Lecocq, estrenada al Théâtre de la Renaissance el 22 de gener de 1881
  - La roussote, música de Florimond Ronger Hervé, llibret de Ludovic Halévy, Henri Meilhac i Albert Milhaud, estrenada al Théâtre des Variétés el 28 de gener de 1881
  - Le mari à Babette, comèdia en 3 actes (amb Philippe Gille), estrenada al Théâtre du Palais-Royal el 31 de desembre de 1881
- 1882
  - Madame le diable, opereta fantàstica en 4 actes i 12 quadres amb un pròleg (amb Arnold Mortje (Mortier), música de Gaston Serpette, estrenada al Théâtre de la Renaissance el 4 d'abril de 1882
- 1883
  - Mam'zelle Nitouche, comèdia vodevil en 3 actes (amb Albert Milhaud), música de Florimond Ronger, estrenada al Théâtre des Variétés el 26 de gener de 1883
  - Le nouveau régime, comèdia en 1 acte (amb Jules Prével), estrenada al Théâtre du Gymnase l'11 de maig de 1883
  - Ma camarade, peça en 5 actes (amb Philippe Gille), esrenada al Théâtre du Palais-Royal el 9 d'octubre de 1883
- 1884
  - Manon, òpera còmica en 5 actes i 6 quadres (amb Philippe Gille), música de Jules Massenet, estrenada a l'Opéra-Comique el 19 de gener de 1884
  - Le cosaque (amb Albert Millaud i Ernest Blum), música de Florimond Ronger, estrenada al Théâtre des Variétés el 26 de gener de 1884
  - La duchesse Martin, comèdia en 1 acte, estrenada a la Comédie Française el 16 de maig de 1884
  - Rip, òpera còmica en 3 actes (amb Philippe Gille i Henry Brougham Farnie), música de Robert Planquette, estrenada al Folies-dramatiques l'11 de novembre de 1884
- 1886
  - Les demoiselles Clochart
  - Gotte, comèdia en 4 actes, estrenada al Théâtre du Palais-Royal el 2 de desembre de 1886
- 1887
  - La lettre de Toto, monòleg en vers
- 1888
  - Décoré, comèdia en 3 actes, estrenada al Théâtre des Variétés el 27 de gener de 1888
  - Pepa, comèdia en 3 actes (amb Louis Ganderax), estrenada a la Comédie Française el 31 d'octubre de 1888
- 1889
  - Le train de minuit
- 1890
  - Margot, comèdia en 3 actes, estrenada a la Comédie Française el 18 de gener de 1890
  - Ma cousine, comèdia en 3 actes, estrenda al Théâtre des Variétés el 27 d'octubre de 1890
- 1891
  - M. l'Abbé
- 1892
  - Brevet supérieur
- 1893
  - Kassya, òpera en 5 actes (amb Philippe Gille, després Leopold von Sacher-Masoch), música de Léo Delibes, estrenada a l'Opéra-Comique el 13 de març de 1893
- 1894
  - Villégiature, comèdia en 1 acte, estrenada al Théâtre du Vodevil el 15 de gener de 1894